# مانوئل بادئیان
مانوئل هنریکی بادئیان (ارمنی: Մանվել Հենրիկի Բադեյան؛ زادهٔ ۲۹ ژوئن ۱۹۵۷) یک سیاستمدار اهل ارمنستان است که از تاریخ ۱۹۹۹ تا تاریخ ۲۰۰۷ سمت نمایندگی دوره‌های دوم و سوم مجلس ملی جمهوری ارمنستان را برعهده داشت.

## زندگی‌نامه
در ۲۹ ژوئن ۱۹۵۷ در گاوار (کامو سابق) به دنیا آمد و از دانشگاه دولتی علم اقتصاد ارمنستان فارغ‌التحصیل شد. 